# Принцеза из океана
Принцеза из Океана је аустралијска анимирана телевизијска серија инспирисана серијом Оцеан Гирл из 1994. године.

## Емитовање и синхронизација
У Србији и Црној Гори је серија премијерно емитована 2002. године на каналу Happy ТВ-у синхронизована на српски језик. Синхронизацију је радио стари студио Хепи.

## Радња
Радња се врти око принцезе Нери и њених пријатеља, који се боре против злог Галила и његових савезника.

## Улоге
| Име лика      | Глас             |
| ------------- | ---------------- |
| Принцеза Нери | Марни Рис-Вилмор |
| Неанда        | Даг Тремлет      |
| Галил         | Мајкл Карман     |
| Принц Џоба    | Самјуел Џонсон   |
| Краљ Немон    | Денис Приор      |
| Елгар         | Марг Дауни       |
| Мозо          | Стивен Витакер   |